# بورا
بورا (17 ديسمبر 1988 بماتوسينهوس في البرتغال - ) هو لاعب كرة قدم برتغالي في مركز الدفاع. شارك مع منتخب البرتغال تحت 18 سنة لكرة القدم ومنتخب البرتغال تحت 19 سنة لكرة القدم ومنتخب البرتغال تحت 20 سنة لكرة القدم ومنتخب البرتغال تحت 21 سنة لكرة القدم ومنتخب البرتغال تحت 23 سنة لكرة القدم. أما مع النوادي، فقد لعب مع نادي باسوش دي فيريرا ونادي بورتو ونادي بيرا مار ونادي جل فيسنتي ونادي ريبيراو ونادي بينفايل ونادي كوفيليا وAcadémico de Viseu F.C. ‏ ونادي تشافيس ونادي بورتيمونينسي.

## وصلات خارجية
- بورا على موقع قاعدة بيانات كرة القدم.إي يو (الإنجليزية)
- بورا على موقع Soccerway.com (الإنجليزية)
- بورا على موقع عالم كرة القدم.نت (الإنجليزية)
- بورا على موقع AS.com (الإسبانية)